# Drynaria parishii
Drynaria parishii är en stensöteväxtart som först beskrevs av Richard Henry Beddome, och fick sitt nu gällande namn av Richard Henry Beddome. Drynaria parishii ingår i släktet Drynaria och familjen Polypodiaceae. Inga underarter finns listade.